# الأسطول الثالث (بحرية الولايات المتحدة)
الأسطول الأمريكي الثالث هو أسطول تابع لسلاح البحرية الأميركي وينتمي إلى أسطول الولايات المتحدة الهادئ (بالإنجليزية: USPACFLT)‏ وواحد من ست أساطيل مرقمة ضمن البحرية الأمريكية، يتخد من قاعدة بوينت لوما البحرية في سان دييغو بولاية كالفورنيا قاعدة له. وتمتد منطقة مسؤولياته على مساحة 50 مليون ميل مربع تقريبا تغطي المحيط الهادئ وجزء من القارة المتجمدة الجنوبية وكذلك ألاسكا وبحر بيرنغ وجزر ألوتيان وخطوط نقل البضائع والنفط الرئيسية في المحيط الهادئ.

## التاريخ
تأسس إبان الحرب العالمية الثانية تحت إمرة أمير البحر ويليان هيلسي وكانت قاعدته البحرية في بيرل هاربر تحت قيادة السفينة بو إس إس نيو جيرسي قبل أن تصبح يو إس إس ميزوري هي سفينة القائد من مايو 1945 وحتى نهايو الحرب. شارك إبان الحرب عمليات القصف البحري ضد اليابان الذي شنه الحلفاء. وعمل قرب جزر الفلبين وتايوان وجزر ريوكيو وأوكيناوا وجزر سليمان وهاجم هوكايدو وكورشي

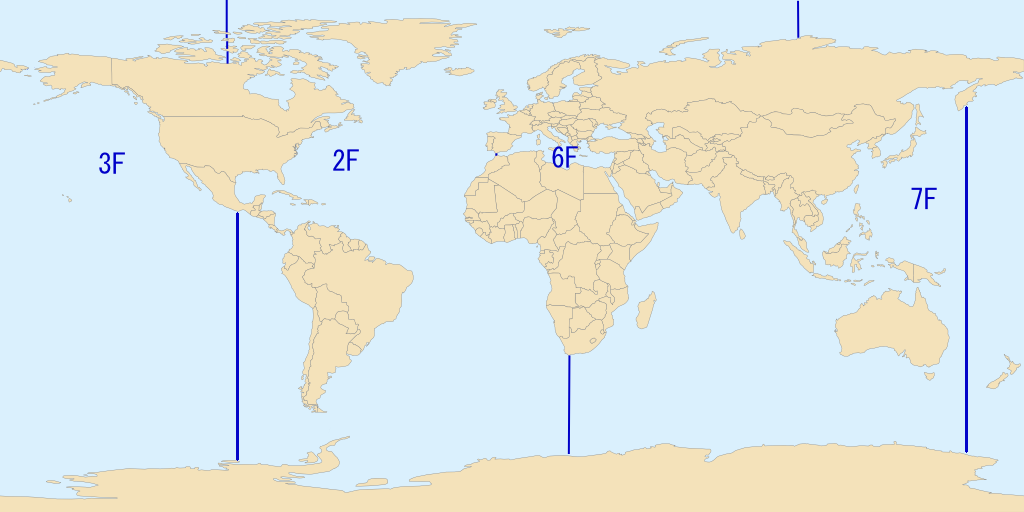
خريطة تقاسم المسؤوليات بين الأساطيل البحرية الأمريكية في العالم في ثمانينيات القرن الماضي.

## القوة
يضم الأسطول 4 حاملات طائرات فئة نيمتز وهن:
- يو إس إس نيمتز ومعها مجموهة الحاملة الضاربة 11
- يو إس إس كارل فينسن ومعها مجموهة الحاملة الضاربة 1
- يو إس إس رونالد ريغان (CVN-77) ومعها مجموهة الحاملة الضاربة 9
- يو إس إس جون ستينيس (CVN - 74) ومعها مجموهة الحاملة الضاربة 3

ومجموعة الحاملة الضاربة هي تشكيل بحري لمرافقة حاملة الطائرات ويتشكل من مجموعة طرادات وفرقطات وسرب مدمرات و60 إلى طائرة حربية.
ويعد الأسطول الثالث آمر قوة المهمات المشتركة ويتولى باستمرار قوات مشاة بحرية الولايات المتحدة تطبيقا للمبدأ الإستراتيجي الذي اتخذته البحرية الأمريكية وهو التقدم من البحر.